# Tavini Huiraatira
Tavini Huiraatira, (Tāvini Huira’atira, en tahitià normatiu) és un partit de la Polinèsia Francesa progressista i independentista, alineat a la metròpoli amb el Partit Socialista Francès.

## Història
Amb l'adveniment de l'autonomia a la colònia francesa el 1977, Oscar Temaru fundà el Front per l'Alliberament de la Polinèsia (Front pour la Libération de la Polynésie, FLP), a mirall dels fronts d'alliberament nacional que s'havien creat en el passat a altres colònies franceses, com Algèria. El 1983 el partit es transformà en la formació actual i abandonà lentament la via socialista, per una tendència socialdemòcrata i progressista. Fins al 1986 no obtingué representació a l'Assemblea de la Polinèsia Francesa, amb dos escons. A poc a poc aconseguí d'augmentar la seva representació: quatre escons el 1991, onze al 1996 i tretze al 2001. Al maig de 2004 promocionà una coalició contra el govern conservador de Gaston Flosse i el Tahoera'a Huiraatira anomenada Unió per la Democràcia (Union pour la Démocratie, UPLD). Amb aquesta coalició de quatre partits (Ai'a Api, Tapura Amui No Raromatai, Tapura Amui No Te Faatereraa Manahune - Tuhaa Pae i el mateix Tavini Huiraatira) obtingué 27 escons dels 57 que té l'Assemblea Territorial. Així, Oscar Temaru esdevingué president del govern autonòmic de la Polinèsia Francesa.
Sota els governs Temaru, s'incrementà gradualment el salari mínim interprofessional fins als 150.000 francs del Pacífic (1.179 euros), la regulació de l'inici de la jornada laboral a partir de les nou del matí, la millora dels serveis socials, una descentralització política de Pape’ete i Tahití en benefici de la resta d'arxipèlags, una reforma educativa que introduís la llengua tahitiana a l'ensenyament i una revisió de l'autonomia que s'atenyé al març de 2004 i que declarà la colònia "país d'ultramar" (pays d'outre-mer).
El transfuguisme actiu d'alguns parlamentaris del grup de l'UPLD causà que a la fi del 2004 una moció de censura del Tahoera'a Huiraatira prosperés i es deposés el govern Temaru. El comprometement de Jacques Chirac a l'afer i les protestes populars obligaren a la convocatòria d'unes noves eleccions al febrer de 2005 que l'UPLD tornà a guanyà amb 27 escons. Amb tot, al 28 de desembre de 2006 una nova deserció de parlamentaris del grup de l'ULPD provocà una altra moció de censura contra Temaru per part del Tahoera'a Huiraatira, amb el suport del centrista Fetia Api. Guanyada la moció per la coalició centreconservadora i autonomista, Gaston Tong Sang (Tahoera'a Huiraatira) fou investit president.

## Resultats electorals

### Territorials
| Any  | 1a volta | 1a volta | 1a volta | 2a volta | 2a volta | 2a volta | Escons  | +/- | Notes                                       |
| Any  | Vots     | %        | Pos.     | Vots     | %        | Pos.     | Escons  | +/- | Notes                                       |
| ---- | -------- | -------- | -------- | -------- | -------- | -------- | ------- | --- | ------------------------------------------- |
| 1986 |          |          |          | 4,770    | 6,40     | 5è       | 2 / 41  | Nou |                                             |
| 1991 |          |          |          |          |          | 4t       | 4 / 41  | 2   |                                             |
| 1996 |          |          |          |          |          | 2n       | 10 / 41 | 6   |                                             |
| 2001 |          |          |          |          |          | 2n       | 13 / 49 | 3   |                                             |
| 2004 |          |          |          |          |          |          | 26 / 57 | 13  | Dins la coalició ''Unió per la Democràcia'' |
| 2008 | 40.050   | 31,89    | 2n       | 47.811   | 37,07    | 2n       | 19 / 57 | 7   | Dins la coalició ''Unió per la Democràcia'' |
| 2013 | 30.781   | 24,09    | 2n       | 40.441   | 29,26    | 2n       | 11 / 57 | 8   | Dins la coalició ''Unió per la Democràcia'' |
| 2018 | 25.891   | 20.7     | 3r       | 31.378   | 23.1     | 3r       | 8 / 57  | 3   |                                             |
| 2023 | 43.401   | 34.9     | 1r       | 64.551   | 44.3     | 1r       | 38 / 57 | 30  |                                             |